# Shimasaki Yu
Yu Shimasaki (sinh ngày 26 tháng 9 năm 1985) là một cầu thủ bóng đá người Nhật Bản.

## Sự nghiệp câu lạc bộ
Yu Shimasaki đã từng chơi cho Sagan Tosu.